# Сфактирия
Сфактири́я (греч. Σφακτηρία) — необитаемый греческий каменистый остров в Ионическом море близ берега Мессении у юго-западной оконечности полуострова Пелопоннеса, у входа в бухту Наварин, на южном побережье которой находится город Пилос. Площадь 3,6 км². Административно входит в сообщество Пилос в общине Пилос-Нестор в периферийной единице Месинии в периферии Пелопоннес.

## Описание

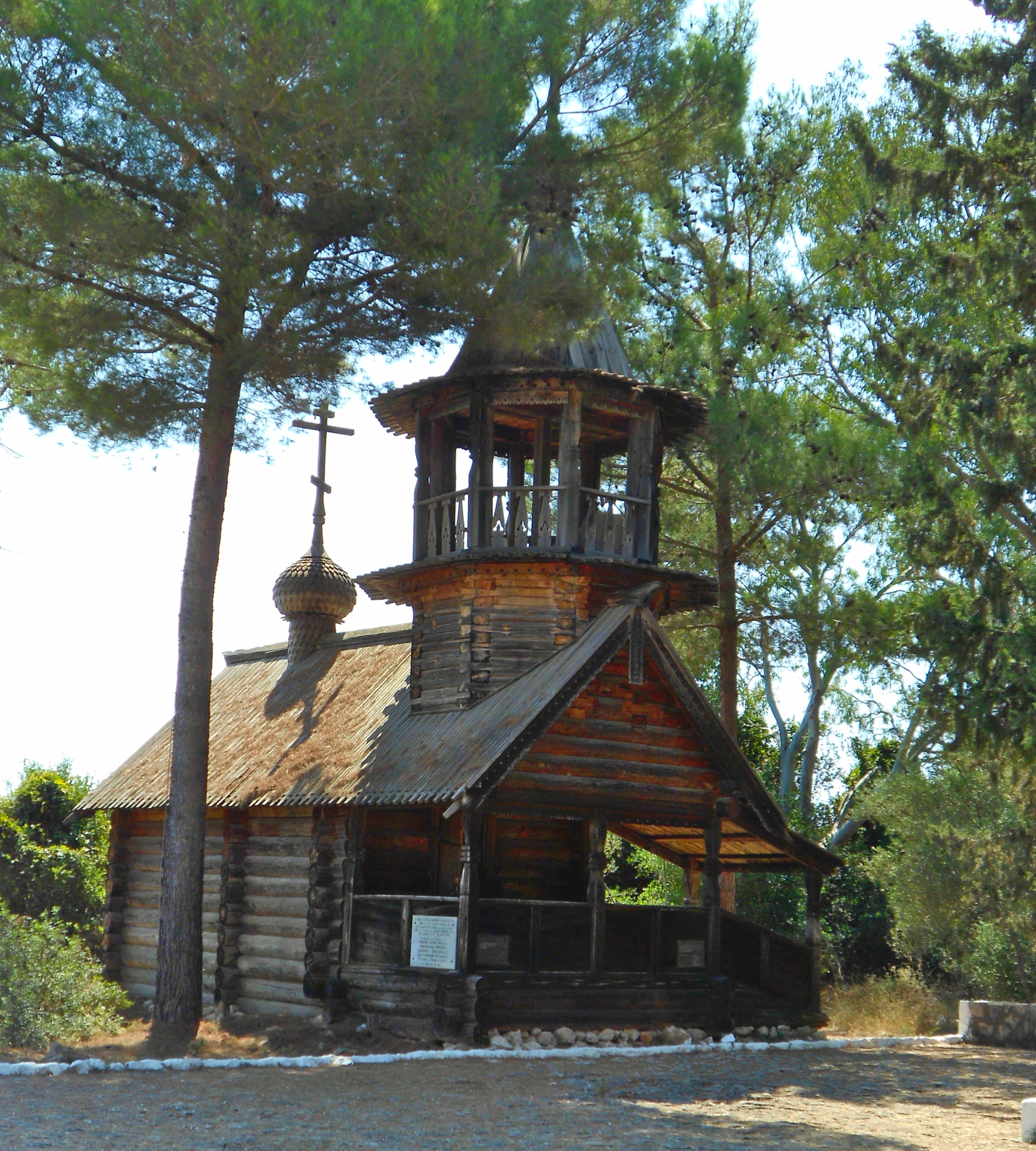
Деревянная русская церковь на Сфактирии

Остров практически полностью покрыт плотными зарослями кустарника. Наивысшая точка на острове — гора Профитис-Илиас высотой 150 метров над уровнем моря — находится у северной оконечности острова, в южной части острова возвышается гора Луцес высотой 94 м. Берега в основном с крутыми скалами, высота которых достигает 90 метров. Сфактирия вытянут и собой словно отсекает от Ионического моря полукруг с диаметром около 5 километров, который представляет собой бухту Наварин, оставляя узкий пролив Сикия с севера и широкий — с юга. Остров служит естественным укрытием от штормов для рейда города Пилос.

## История

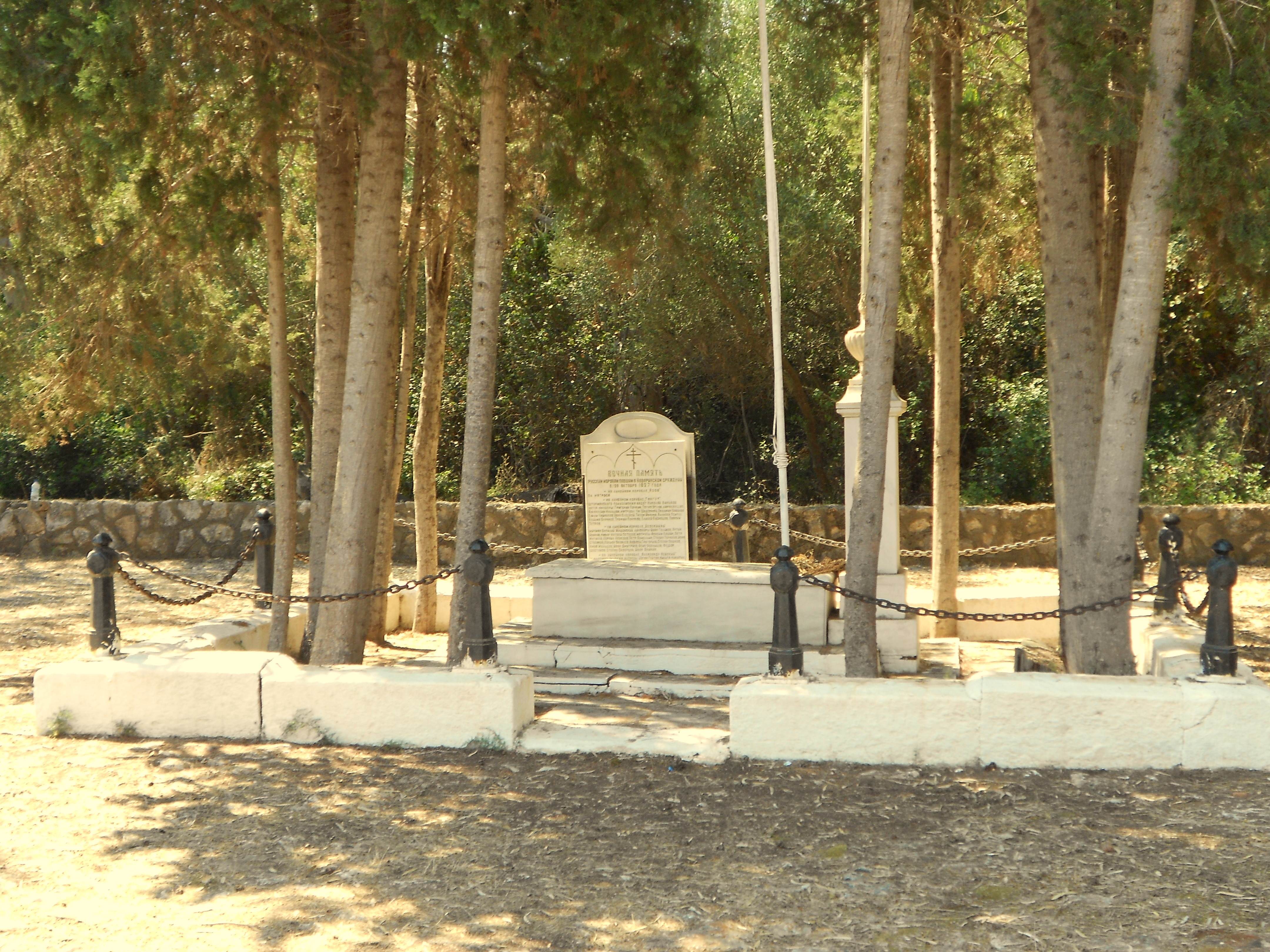
Памятник павшим в Наваринском сражении в 1827 году на Сфактирии

В древности назывался Сфактерия. В XIX веке был известен как Сфагия (Σφαγία).
В военной истории остров известен как место нескольких крупных битв, среди которых наиболее известны следующие три:
1. Битва на острове Сфактерия, произошедшая в 425 год до н. э. во время Пелопоннесской войны[5][7][8];
2. Осада Наварина в 1825 году во время Греческой революции 1821—1829 годов[9];
3. Наваринское сражение в 1827 году также во время Греческой революции 1821—1829 годов.

На острове есть деревянная русская церковь и памятник павшим в 1827 году героям Наваринского сражения.